# Segona guerra messènica
La segona guerra messènica va enfrontar al regne de Messènia i al regne d'Esparta. Segons les dates que dona Pausànies, es va iniciar a la 23a Olimpíada (685 aC), 39 anys després de la Primera guerra messènica, i va acabar als voltants de l'any 668 aC, encara que altres autors situen els anys de la guerra una mica més tard.
Els messenis derrotats a la primera guerra i convertits en ilotes, sobretot els més joves, van buscar maneres de sublevar-se contra els lacedemonis. Van iniciar diverses confrontacions més aviat desorganitzades sense gaires conseqüències. Entre els sublevats hi havia un home, Aristòmenes, que va dirigir, al cap d'un any, una primera batalla organitzada contra els espartans en un lloc anomenat Deres. Tant els messenis com els lacedemonis no tenien prou exèrcit ni aliats, i la victòria no va ser clara per ningú. Diuen que Aristòmenes va realitzar moltes proeses, fins al punt que els messenis el van elegir rei quan va acabar la lluita, ja que era de la família dels epítides (descendents d'Èpit, fill de Cresfontes, un rei mític de Messènia), però Aristòmenes no va voler acceptar el tron, i el van nomenar estrateg amb plens poders. Creia que una bona manera de guanyar la guerra era fent que els espartans els tinguessin por, i una nit va entrar d'amagat a Esparta i va col·locar un escut que havia pres als espartans amb la inscripció «Dedicat a la deessa per Aristòmenes» al temple d'Atena. A l'any següent (el 684 aC) va derrotar els espartans en una batalla a la regió d'Esteniclaros, en què van participar els aliats dels dos bàndols. Tot seguit va saquejar Pharae (Fares) i va estar a punt d'atacar Esparta, cosa que no va fer, perquè va tenir un somni que li desaconsellava. Va agafar presoners espartans en una emboscada i els va portar a Messènia i només els va alliberar contra el pagament d'un rescat.
Els espartans van anar a preguntar a l'Oracle de Delfos com podien vèncer als messenis, i van rebre la resposta de que s'havien de procurar un conseller atenenc. Van enviar ambaixadors a Atenes explicant l'oracle i demanat un home que els aconsellés el que havien de fer. Els atenencs, que per una banda no volien que els lacedemonis conquerissin la major part del Peloponès, i per altra banda no volien ofendre al déu, van buscar un estratagema. Van cridar a Tirteu, un mestre d'escola tingut per poc intel·ligent i que era coix d'un peu i el van enviar a Esparta. Quan va arribar va cantar davant del poble els seus poemes elegíacs i va ser escoltat amb admiració.
Al tercer any de guerra es va lliurar una batalla anomenada de la «Gran Fossa», prop d'un riu, on per culpa de la traïció del cap arcadi Aristòcrates d'Orcomen aliat dels messenis, va patir la seva primera derrota i l'exèrcit messeni va ser aniquilat. Però Aristòmenes, amb les restes dels soldats, es va refugiar a la fortalesa de la muntanya d'Eira on es va fer fort i des on saquejava les terres de Lacònia.
En una d'aquestes incursions Aristòmenes va ser capturat, però abans de ser executat va poder fugir i va tornar de nou a Eira. Els messenis van mantenir-se a Eira durant més de deu anys, fins que els espartans van fer el seu darrer atac. Abans que Eira capitulés, els espartans van permetre sortir les dones i els nens juntament amb Aristòmenes. Els que no van poder fugir de la fortalesa van convertir-se altre cop en ilotes, i la majoria dels que van fugir van anar a Itàlia, cridats per Anaxilaos de Rhegion on es van apoderar de Zancle a la que van posar el nom de Messina. Aristòmenes va anar a Rodes, on va ser tractat com un heroi fins que va morir. Els espartans van aconseguir sufocar les revoltes amb l'ajut i el suport del mestre d'escola, poeta i comandant Tirteu. Al final d'aquesta guerra, el poble espartà era una de les potències militars més fortes de la Mediterrània, i controlava les ciutats del Peloponès. Van aconseguir d'evitar noves revoltes dels ilotes fins que aquests es van emancipar del govern d'Esparta cap a l'any 350 aC.